# Walter Casagrande
Wálter Casagrande Júnior (San Paolo, 15 aprile 1963) è un ex calciatore brasiliano.

## Caratteristiche tecniche
Centravanti di manovra dal gran fisico e dalla buona progressione, sopperiva alla lentezza con un'ottima tecnica. Grande colpitore di testa, la sua specialità erano le sponde, di testa e di piede, per i compagni, grazie anche alla notevole stazza.

## Carriera

### Club
Cresciuto nel Corinthians fece il suo esordio in prima squadra a diciassette anni, nel 1980. Rimase in questa squadra fino al 1986, salvo due parentesi annuali alla Caldense e al San Paolo. Con il club corinthiano giocò in totale 256 partite segnando 102 gol, vincendo per due volte il titolo Paulista, nel 1982 e nel 1983, e laureandosi anche capocannoniere nella prima stagione. Nelle cinque stagioni disputate in Brasile, invece, i suoi gol in campionato furono 96, di cui 71 nei tornei statali e 25 in quello nazionale.
Nel 1986 si trasferì in Europa, venendo tesserato per una stagione nel Porto; con questa maglia giocò 6 partite segnando 1 rete nella Primeira Divisão, che la squadra concluse al secondo posto. Disputò anche due confronti di Coppa dei Campioni, nei quarti di finale contro i danesi del Brøndby, e venne portato in panchina nella vittoriosa finale contro il Bayern Monaco; fu quindi campione d'Europa.
Casagrande si trasferì quindi in Italia nell'estate del 1987, quando venne acquistato dall'Ascoli del presidente Costantino Rozzi per circa un miliardo di lire. La squadra, allenata da Ilario Castagner, si salvò sul filo di lana nella prima stagione, e il brasiliano realizzò 6 reti in coppia col giovane Lorenzo Scarafoni. L'annata successiva fu meno problematica per la squadra, ma Casagrande giocò poco a causa di vari infortuni, mentre retrocesse all'ultimo posto nella stagione 1989-1990. A questo punto la società decise di ridimensionare le spese, ma Casagrande volle rimanere ugualmente; per questo siglò un contratto con cui si impegnava a segnare almeno 20 gol in 30 partite. Il patto fu rispettato: il brasiliano arrivò infatti quota 22 reti e fu anche capocannoniere, mentre l'Ascoli terminò quarto in Serie B e si guadagnò quindi la promozione sul campo.
Il giocatore passò poi al Torino per 5,2 miliardi di lire nel 1991; i granata arrivarono terzi in serie A e, dopo aver sconfitto anche il Real Madrid in semifinale, disputarono la doppia finale di Coppa UEFA contro l'Ajax di Louis van Gaal. L'andata a Torino finì 2-2 e il brasiliano segnò una doppietta (furono 6 le reti nella manifestazione), tuttavia il pareggio a reti inviolate nel ritorno consegnò il trofeo agli olandesi. Nella stagione successiva la squadra vinse invece la Coppa Italia 1992-1993.
Casagrande tornò poi in Brasile, giocando nel Flamengo prima di tornare al Corinthians. Chiuse infine la carriera nel 1996.

### Nazionale
Esordisce con il Brasile nel 1985 e partecipa coi verde-oro al campionato del mondo 1986. Qui scende in campo nelle tre partite della prima fase contro Spagna, Algeria e Irlanda del Nord, tutte terminate con la vittoria. In totale disputa 19 incontri segnando 8 gol.

## Dopo il calcio
Nell'autobiografia "Casagrande e i suoi demoni" uscita nel 2013, egli afferma di aver avuto una dipendenza dalle sostanze stupefacenti iniziata durante gli anni in cui giocava nel Corinthians e di aver fatto uso di sostanze dopanti, per un breve periodo, una volta giunto in Europa.

## Statistiche

### Cronologia presenze e reti in nazionale
| Cronologia completa delle presenze e delle reti in nazionale ― Brasile | Cronologia completa delle presenze e delle reti in nazionale ― Brasile | Cronologia completa delle presenze e delle reti in nazionale ― Brasile | Cronologia completa delle presenze e delle reti in nazionale ― Brasile | Cronologia completa delle presenze e delle reti in nazionale ― Brasile | Cronologia completa delle presenze e delle reti in nazionale ― Brasile | Cronologia completa delle presenze e delle reti in nazionale ― Brasile | Cronologia completa delle presenze e delle reti in nazionale ― Brasile |
| Data                                                                   | Città                                                                  | In casa                                                                | Risultato                                                              | Ospiti                                                                 | Competizione                                                           | Reti                                                                   | Note                                                                   |
| ---------------------------------------------------------------------- | ---------------------------------------------------------------------- | ---------------------------------------------------------------------- | ---------------------------------------------------------------------- | ---------------------------------------------------------------------- | ---------------------------------------------------------------------- | ---------------------------------------------------------------------- | ---------------------------------------------------------------------- |
| 25-4-1985                                                              | Belo Horizonte                                                         | Brasile                                                                | 2 – 1                                                                  | Colombia                                                               | Amichevole                                                             | 1                                                                      |                                                                        |
| 28-4-1985                                                              | Brasilia                                                               | Brasile                                                                | 0 – 1                                                                  | Perù                                                                   | Amichevole                                                             | -                                                                      | Uscita                                                                 |
| 2-5-1985                                                               | Recife                                                                 | Brasile                                                                | 2 – 0                                                                  | Uruguay                                                                | Amichevole                                                             | -                                                                      |                                                                        |
| 5-5-1985                                                               | Salvador                                                               | Brasile                                                                | 2 – 1                                                                  | Argentina                                                              | Amichevole                                                             | -                                                                      |                                                                        |
| 15-5-1985                                                              | Bogotà                                                                 | Colombia                                                               | 1 – 0                                                                  | Brasile                                                                | Amichevole                                                             | -                                                                      |                                                                        |
| 21-5-1985                                                              | Santiago del Cile                                                      | Cile                                                                   | 2 – 1                                                                  | Brasile                                                                | Amichevole                                                             | 1                                                                      |                                                                        |
| 2-6-1985                                                               | Santa Cruz de la Sierra                                                | Bolivia                                                                | 0 – 2                                                                  | Brasile                                                                | Qual. Mondiali 1986                                                    | 1                                                                      | Ammonizione · Uscita                                                   |
| 16-6-1985                                                              | Asunción                                                               | Paraguay                                                               | 0 – 2                                                                  | Brasile                                                                | Qual. Mondiali 1986                                                    | 1                                                                      |                                                                        |
| 23-6-1985                                                              | Rio de Janeiro                                                         | Brasile                                                                | 1 – 1                                                                  | Paraguay                                                               | Qual. Mondiali 1986                                                    | -                                                                      | Ammonizione                                                            |
| 12-3-1986                                                              | Francoforte sul Meno                                                   | Germania Ovest                                                         | 2 – 0                                                                  | Brasile                                                                | Amichevole                                                             | -                                                                      | Ammonizione                                                            |
| 16-3-1986                                                              | Budapest                                                               | Ungheria                                                               | 3 – 0                                                                  | Brasile                                                                | Amichevole                                                             | -                                                                      |                                                                        |
| 1-4-1986                                                               | São Luís                                                               | Brasile                                                                | 4 – 0                                                                  | Perù                                                                   | Amichevole                                                             | 2                                                                      | 60’                                                                    |
| 8-4-1986                                                               | Goiânia                                                                | Brasile                                                                | 3 – 0                                                                  | Germania Est                                                           | Amichevole                                                             | -                                                                      |                                                                        |
| 17-4-1986                                                              | Brasilia                                                               | Brasile                                                                | 3 – 0                                                                  | Finlandia                                                              | Amichevole                                                             | 1                                                                      | 80’                                                                    |
| 30-4-1986                                                              | Recife                                                                 | Brasile                                                                | 4 – 2                                                                  | Jugoslavia                                                             | Amichevole                                                             | -                                                                      | 72’                                                                    |
| 7-5-1986                                                               | Curitiba                                                               | Brasile                                                                | 1 – 1                                                                  | Cile                                                                   | Amichevole                                                             | 1                                                                      | 50’                                                                    |
| 1-6-1986                                                               | Guadalajara                                                            | Spagna                                                                 | 0 – 1                                                                  | Brasile                                                                | Mondiali 1986 - 1º turno                                               | -                                                                      | 65’                                                                    |
| 6-6-1986                                                               | Guadalajara                                                            | Algeria                                                                | 0 – 1                                                                  | Brasile                                                                | Mondiali 1986 - 1º turno                                               | -                                                                      | 58’                                                                    |
| 12-6-1986                                                              | León                                                                   | Brasile                                                                | 3 – 0                                                                  | Irlanda del Nord                                                       | Mondiali 1986 - 1º turno                                               | -                                                                      | 27’                                                                    |
| Totale                                                                 |                                                                        | Presenze                                                               | 19                                                                     |                                                                        | Reti                                                                   | 8                                                                      |                                                                        |

## Palmarès

### Club

#### Competizioni statali
- Campionato paulista di calcio: 2

Corinthians: 1982, 1983

#### Competizioni nazionali
- Coppa Italia: 1

Torino: 1992-1993

#### Competizioni internazionali
- Coppa dei Campioni: 1

Porto: 1986-1987

### Individuale
- Capocannoniere del Campionato Paulista: 1

1982 (28 gol)
- Capocannoniere della Serie B: 1

Ascoli 1990-1991 (22 gol)